# مطار راجيف غاندي الدولي
مطار راجيف غاندي هو مطار دولي يخدم مدينة حيدر آباد عاصمة ولاية تلنغانة الهندية. يقع المطار على بعد حوالي 24 كيلومترًا (15 ميلًا) جنوب حيدر أباد وافتتح في 23 مارس 2008 ليحل محل مطار بيجومبيت، الذي كان المطار المدني الوحيد الذي يخدم حيدر أباد. سمي على اسم راجيف غاندي، رئيس الوزراء الهند السابق. شيد على مساحة 5500 فدان (2200 هكتار)، وهو أكبر مطار في الهند من حيث المساحة. رابع أكثر المطارات ازدحامًا في الهند من حيث حركة المسافرين، تعامل مع ما يقرب من 21 مليون مسافر وأكثر من 140.000 طن (150.000 طن قصير) من البضائع بين أبريل 2022 ومارس 2023.

## شركات الطيران والوجهات

### الركاب
| شركـات طيـران                     | الوجهات |
| --------------------------------- | --- |
| العربية للطيران                   | مطار الشارقة الدولي |
| طيران آسيا                        | مطار كوالالمبور الدولي |
| طيران الهند                       | مطار كيمبيغودا الدولي، مطار أنديرا غاندي الدولي، مطار دبي الدولي، مطار الملك عبد العزيز الدولي، مطار تشاتراباتي شيفاجي الدولي، مطار الملك خالد الدولي، Tirupati |
| طيران الهند إكسبريس               | مطار مسقط الدولي |
| طيران أسيا الهند                  | مطار كيمبيغودا الدولي، مطار تشيناي الدولي، مطار غوا الدولي، مطار جايبور الدولي، مطار نيتاجي سوبهاس شاندرا بوس الدولي، Visakhapatnam |
| Akasa Air                         | مطار سردار فالابهبهاي باتل الدولي، مطار كيمبيغودا الدولي، مطار أنديرا غاندي الدولي، Goa–Mopa، مطار كوتشين، مطار تشاتراباتي شيفاجي الدولي |
| Alliance Air ‏                     | مطار كيمبيغودا الدولي، مطار تشيناي الدولي، مطار غوا الدولي، Jabalpur، مطار جغدلبور، Mysore، مطار بوني الدولي، Raipur، Tirupati، Vidyanagar، Vijayawada |
| الخطوط الجوية البريطانية          | مطار لندن هيثرو |
| طيران الإمارات                    | مطار دبي الدولي |
| الاتحاد للطيران                   | مطار أبو ظبي الدولي |
| فلاي دبي                          | مطار دبي الدولي |
| طيران ناس                         | مطار الملك خالد الدولي |
| طيران الخليج                      | مطار البحرين الدولي |
| خطوط إنديقو                       | مطار أبو ظبي الدولي، مطار سردار فالابهبهاي باتل الدولي، Aurangabad، مطار باجدوجرا، مطار كيمبيغودا الدولي، Belgaum، Bhopal، Bhubaneswar، Chandigarh، مطار تشيناي الدولي، مطار كويمباتور الدولي، مطار الملك فهد الدولي، Darbhanga، Dehradun، مطار أنديرا غاندي الدولي، مطار شاه جلال الدولي، مطار حمد الدولي، مطار دبي الدولي، Durgapur، مطار غوا الدولي، Goa–Mopa، Gorakhpur، Guwahati، مطار هوبلي، Indore، Jabalpur، مطار جايبور الدولي، مطار الملك عبد العزيز الدولي، Jodhpur، Kadapa، Kannur، Kanpur، مطار كوتشين، Kolhapur، مطار نيتاجي سوبهاس شاندرا بوس الدولي، مطار كاليكوت الدولي، مطار الكويت الدولي، مطار تشودري تشاران سينغ، Madurai، Mangalore، مطار تشاتراباتي شيفاجي الدولي، مطار مسقط الدولي، Mysore، مطار د. باباساحب أمبدكار الدولي، Nashik، Patna، Port Blair ‏، مطار بوني الدولي، Raipur، Rajahmundry، Ranchi، مطار رأس الخيمة الدولي، مطار الشارقة الدولي، Shirdi، Srinagar، Surat، مطار تريفاندروم الدولي، مطار تيروتشيرابالي الدولي، Tirupati، Udaipur، Vadodara، مطار لال بهادور شاستري الدولي، Vijayawada، Visakhapatnam |
| طيران الجزيرة                     | مطار الكويت الدولي |
| الخطوط الجوية الكويتية            | مطار الكويت الدولي |
| لوفتهانزا                         | مطار فرانكفورت (تستأنف 16 يناير 2024) |
| الخطوط الجوية الماليزية           | مطار كوالالمبور الدولي |
| طيران نوك                         | مطار دون موينغ |
| الطيران العماني                   | مطار مسقط الدولي |
| الخطوط الجوية القطرية             | مطار حمد الدولي |
| الخطوط السعودية                   | مطار الملك عبد العزيز الدولي، مطار الملك خالد الدولي |
| سكوت للطيران                      | مطار شانغي سنغافورة |
| الخطوط الجوية السنغافورية         | مطار شانغي سنغافورة |
| سبايس جيت                         | مطار أنديرا غاندي الدولي، Gwalior، Jharsuguda، مطار نيتاجي سوبهاس شاندرا بوس الدولي (تستأنف 11 أكتوبر 2023)، مطار تشاتراباتي شيفاجي الدولي، Pondicherry (تستأنف 3 يوليو 2023)، Tirupati |
| الخطوط الجوية السريلانكية         | مطار باندارنيك الدولي |
| Star Air ‏                         | مطار كيمبيغودا الدولي، Jamnagar |
| الخطوط الجوية الدولية التايلاندية | مطار سوفارنابومي الدولي |
| فيستارا                           | مطار كيمبيغودا الدولي (تستأنف 10 أغسطس 2023)، مطار أنديرا غاندي الدولي، مطار تشاتراباتي شيفاجي الدولي |

### الشحن
| شركـات طيـران         | الوجهات | Refs.  |
| --------------------- | --- | ------ |
| Amazon Air            | مطار كيمبيغودا الدولي، مطار أنديرا غاندي الدولي، مطار تشاتراباتي شيفاجي الدولي                                    | [ 49 ] |
| Blue Dart Aviation    | مطار سردار فالابهبهاي باتل الدولي، مطار تشيناي الدولي، مطار أنديرا غاندي الدولي، مطار تشاتراباتي شيفاجي الدولي    | [ 50 ] |
| لوفتهانزا للشحن       | مطار فرانكفورت، مطار تشاتراباتي شيفاجي الدولي                                                                     | [ 51 ] |
| الخطوط الجوية القطرية | مطار حمد الدولي، مطار بنوم بنه الدولي                                                                             | [ 52 ] |
| سبايس جيت             | مطار تشيناي الدولي، مطار أنديرا غاندي الدولي، مطار نيتاجي سوبهاس شاندرا بوس الدولي، مطار تشاتراباتي شيفاجي الدولي | [ 53 ] |
| الخطوط الجوية التركية | مطار حمد الدولي، مطار آل مكتوم الدولي، مطار إسطنبول الدولي، مطار بنوم بنه الدولي                                  | [ 54 ] |